# Église Notre-Dame-de-l'Assomption de Barzy-en-Thiérache
L'église Notre-Dame-de-l'Assomption de Barzy-en-Thiérache est une église située à Barzy-en-Thiérache, en France.

## Description
L'église de l'Assomption du XVIIe siècle, reconstruite en 1705 avec un chœur plus vieux, avec une grotte de Lourdes datant du XXe siècle. 
Les vitraux représentant sainte Pélagie, saint Valentin, saint Gabriel et saint Roch (baies 1 à 4) sont attribués à Charles-Laurent Maréchal, maître-verrier à Metz. 

## Localisation
L'église est située sur la commune de Barzy-en-Thiérache, dans le département de l'Aisne.